# الحروب الإنجليزية الميسورية

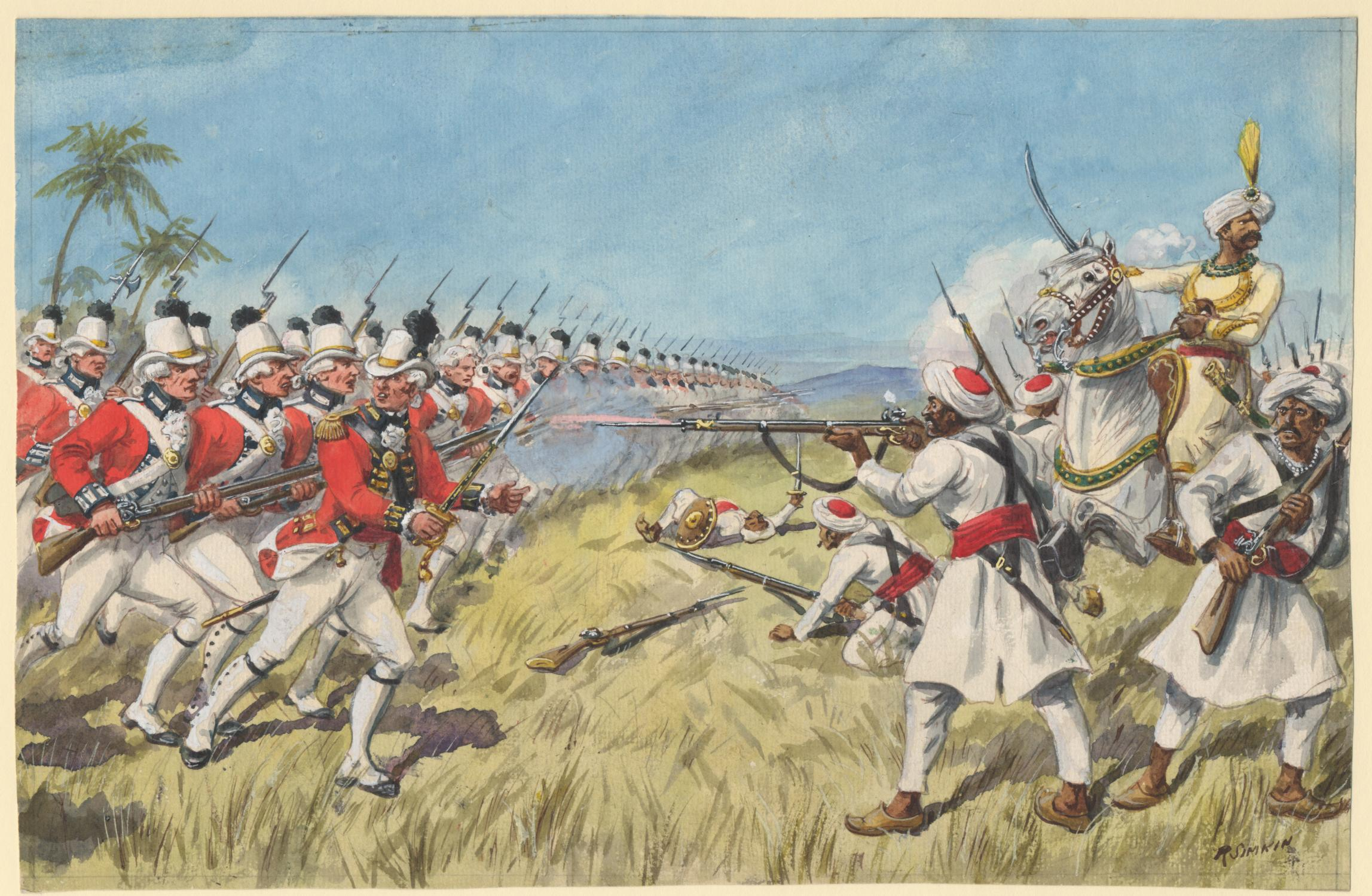

كانت الحروب الإنجليزية المايسورية عبارة عن سلسلة من الحروب التي نشبت خلال العقود الثلاثة الأخيرة من القرن الثامن عشر بين مملكة مايسور من جهة، وشركة الهند الشرقية البريطانية (مُمثلة برئاسة مدراس خصوصًا)، وإمبراطورية ماراثا ونظام حيدر أباد من الجهة الأخرى. خاض حيدر علي وخلَفَه السلطان تيبو حربًا على أربع جبهات مع هجوم البريطانيين من الغرب والجنوب والشرق، في حين هاجمت قوات النظام من الشمال. أسفرت الحرب الرابعة عن إسقاط عائلة حيدر علي وتيبو (الذي قُتل في الحرب الرابعة، 1799)، وتفكيك مايسور لصالح شركة الهند الشرقية، التي سيطرت على معظم شبه القارة الهندية.

## الحرب الإنجليزية المايسورية الأولى
حظي حيدر علي في الحرب الإنجليزية المايسورية الأولى (1767 – 1769) على بعض النجاح أمام البريطانيين، إذ كاد يستولي على مدراس. أقنع البريطانيون نظام حيدر أباد بمهاجمة حيدر. لكن، كان ذلك لفترة مؤقتة، ووقّع النظام معاهدة جديدة مع البريطانيين في فبراير عام 1768. كان على حيدر علي مواجهة جيش بومباي البريطاني الذي يهاجم من الغرب وجيش مدراس الذي يهاجم من الشمال الشرقي. على أي حال، طلبت حكومة مدراس السلام إثر هجوم حيدر على بلادهم، ونتج عن ذلك معاهدة مدراس.

## الحرب الإنجليزية المايسورية الثانية
شهدت الحرب الإنجليزية المايسورية الثانية (1780 – 1784) معارك دامية أكثر مع تقلّب الحظوظ بين القوى المتنافسة. هزم تيبو المُقدّم بايلي في معركة بوليلور في شهر سبتمبر من عام 1780، واللواء بريثويت في كومباكونام في فبراير 1782، أُخذ كلاهما أسرى إلى سِرينغاباتام. شهدت هذه الحرب ظهور السير إيّر كوت، القائد البريطاني الذي هزم حيدر علي في معركتي بورتو نوفو وآرني. استمر تيبو بالحرب بعد وفاة والده. أخيرًا، انتهت الحرب بتوقيع معاهدة مانغلور في 11 مارس 1784، التي أعادت الوضع السابق للحرب. أنهت معاهدة جاجندراغاد في أبريل 1787 الصراع مع مملكة ماراثا.

## الحرب الإنجليزية المايسورية الثالثة
في الحرب الإنجليزية المايسورية الثالثة (1790 – 1792)، غزا السلطان تيبو، حاكم مايسور وحليف فرنسا، دولة ترافنكور المجاورة عام 1789 التي كانت حليفًا لبريطانيا. كانت القوات البريطانية تحت قيادة الحاكم العام كورنواليس بنفسه. استمرت الحرب الناجمة عن ذلك ثلاث سنوات وانتهت بهزيمة مدوية لمايسور. انتهت الحرب بعد حصار سِرينغاباتام عام 1792 وتوقيع معاهدة سِرينغاباتام، التي كان على تيبو بموجبها تسليم نصف مملكته لشركة الهند الشرقية البريطانية وحلفائها.

## الحرب الإنجليزية المايسورية الرابعة
شهدت الحرب الإنجليزية المايسورية الرابعة (1798 – 1799) وفاة السلطان تيبو واقتطاع المزيد من الأراضي المايسورية. اعتُبر تحالف مايسور مع فرنسا تهديدًا لشركة الهند الشرقية وهوجمت مملكة مايسور  من الجهات الأربعة. كان جيش تيبو في هذه الحرب أقل عددًا بنسبة 4:1. امتلكت مايسور 35,000 جندي، في حين قاد البريطانيون 60,000 جندي. أطلق نظام حيدر أباد ومملكة ماراثا غزوًا من الشمال. حاز البريطانيون على نصرٍ حاسمٍ في حصار سِرينغاباتام (1799). قُتل تيبو أثناء الدفاع عن المدينة. أخذت بريطانيا والنظام ومملكة ماراثا معظم الأراضي المايسورية الباقية. استُعيدت الأراض الرئيسية الباقية، حول مدينتي مايسور وسِرينغاباتام، إلى الأمير الهندي المنتمي إلى سلالة وديار، إذ كان أجداده الحكام الحقيقيين قبل أن يصبح حيدر علي الحاكم الفعلي. حكمت سلالة وديار بقية دولة مايسور حتى عام 1947، إذ انضمت حينها إلى اتحاد الهند.
بعد معركتي بلاسي (1757) وبوكسار (1764)، اللتان رسختا سيادة بريطانيا على الهند الشرقية، عززت الحروب الإنجليزية المايسورية (1766 – 1799)، والحروب الإنجليزية الماراثية (1775 – 1818)، والحروب الإنجليزية السيخية (1845 – 1849) الزعم البريطاني على جنوب آسيا، مما أدى إلى نشوء الإمبراطورية البريطانية في الهند، رغم استمرار مقاومة مجموعات مختلفة مثل الأفغان والبورميين طويلًا في ثمانينيات القرن التاسع عشر.

## الصواريخ
كانت الصواريخ الميسورية التي استخدمها السلطان تيبو في معركة بوليلور أكثر تطورًا بكثير من أي شيء عرفته شركة الهند الشرقية البريطانية في السابق، يعود ذلك بشكل أساسي إلى استخدام الأنابيب الحديدية. أدى ذلك إلى قذف أعلى ومدى إصابة أبعد للصاروخ يصل إلى كيلومترين. بعد هزيمة السلطان تيبو النهائية في الحرب الأنجلو-ميسورية الرابعة ووقوع عدد من الصواريخ الحديدية الميسورية في أيدي البريطانيين، لعبت هذه الصواريخ دورًا مؤثرًا في تطوير الصواريخ البريطانية، وألهمت تطوير صاروخ كونجريف الذي وضعه البريطانيون قيد الاستخدام بعد فترة قصيرة في الحروب النابليونية.